# Bogdan Pruszyński

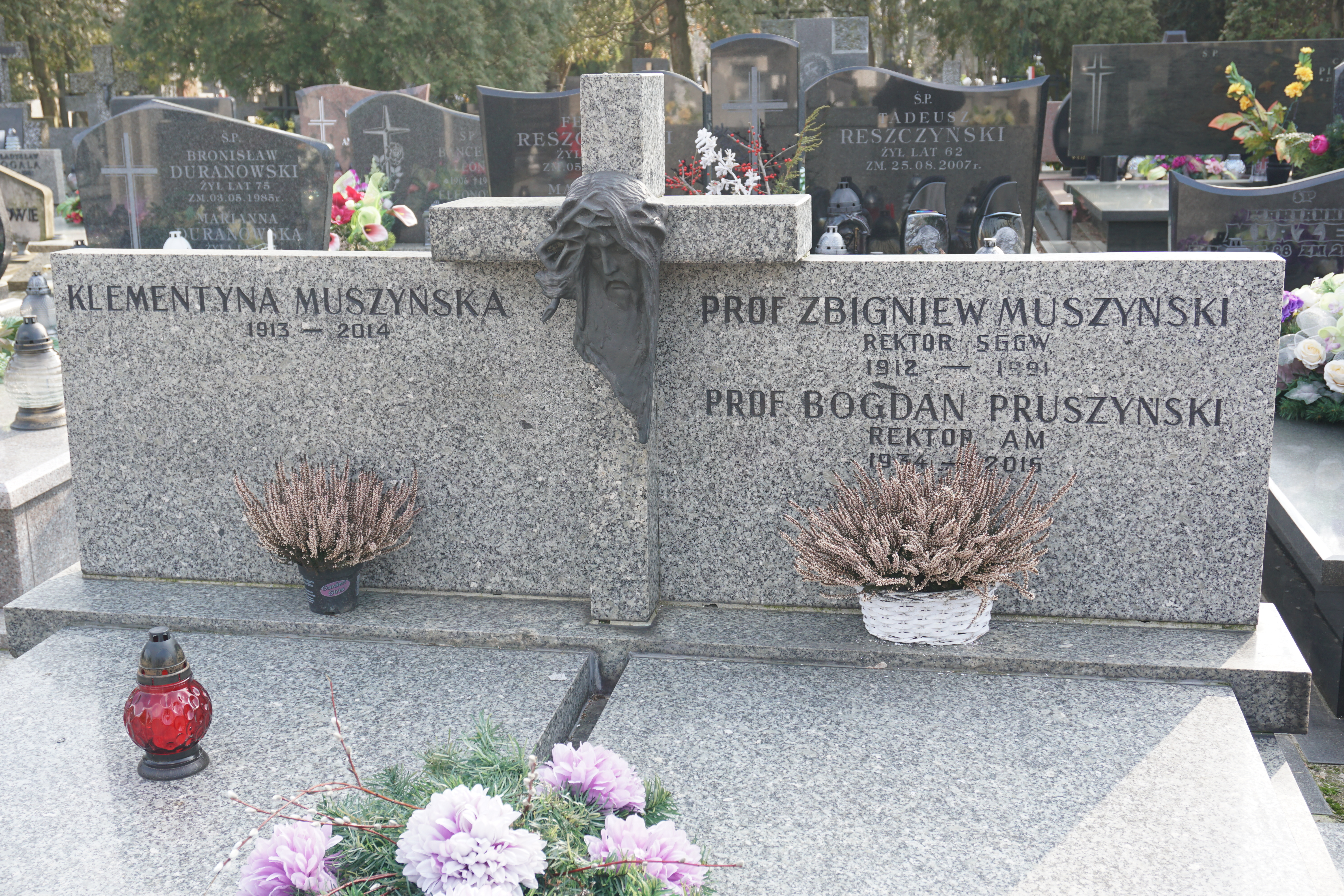
grób prof. Bogdana Pruszyńskiego na cmentarzu w Milanówku

Bogdan Pruszyński (ur. 15 stycznia 1934 w Żyrardowie, zm. 10 sierpnia 2016) – polski radiolog, profesor nauk medycznych. Rektor Akademii Medycznej w Warszawie (1986-1990).

## Życiorys
W 1957 ukończył studia na Akademii Medycznej w Warszawie. W 1968 obronił pracę doktorską Zastosowanie silnie działających środków rozkurczowych  w rentgenodiagnostyce żylaków przełyku, w 1973 uzyskał na podstawie pracy Technika flebografii nerkowej. Anatomia i patomorfologia układu żylnego nerki stopień doktora habilitowanego. W 1982 uzyskał tytuł profesora nadzwyczajnego, w 1989 tytuł profesora zwyczajnego nauk medycznych.
W latach 1982–1987 był dyrektorem Instytutu Radiologii AM, w latach 1992-2004 kierował II Zakładem Radiologii Klinicznej AM. W latach 1984–1986 był prorektorem ds. klinicznych, w latach 1986-1990 rektorem AM.
Był również wiceprezesem Polskiego Lekarskiego Towarzystwa Radiologicznego.
16 sierpnia 2016 został pochowany na cmentarzu w Milanówku.

## Odznaczenia
- Krzyż Oficerski Orderu Odrodzenia Polski[5]
- Krzyż Komandorski Orderu Odrodzenia Polski (2005)[6]
- Medal im. B. Rajewskiego[1]